# Gabinet Wszystkich Talentów

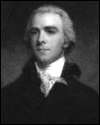
Baron Grenville, pierwszy lord skarbu

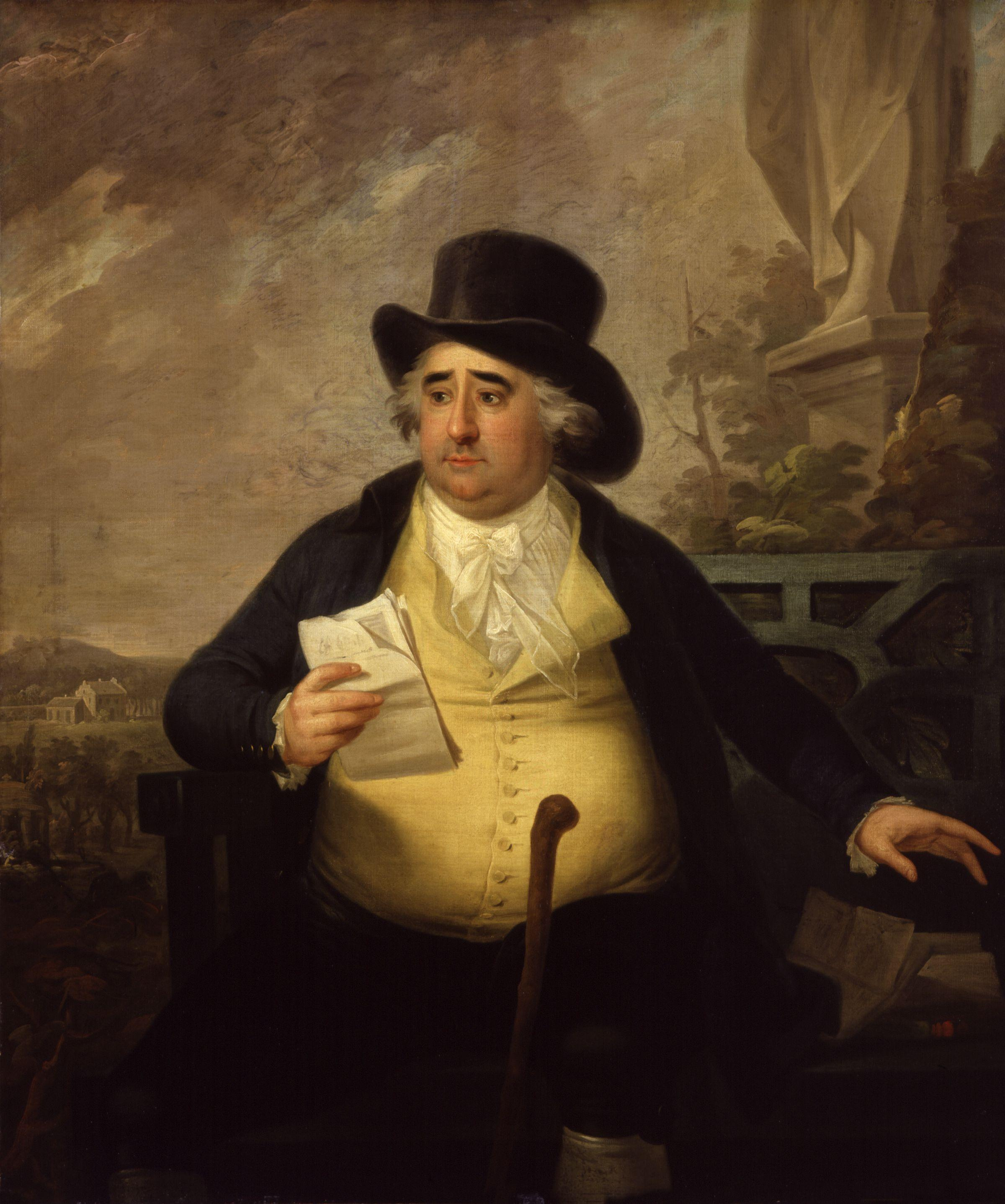
Charles James Fox, minister spraw zagranicznych

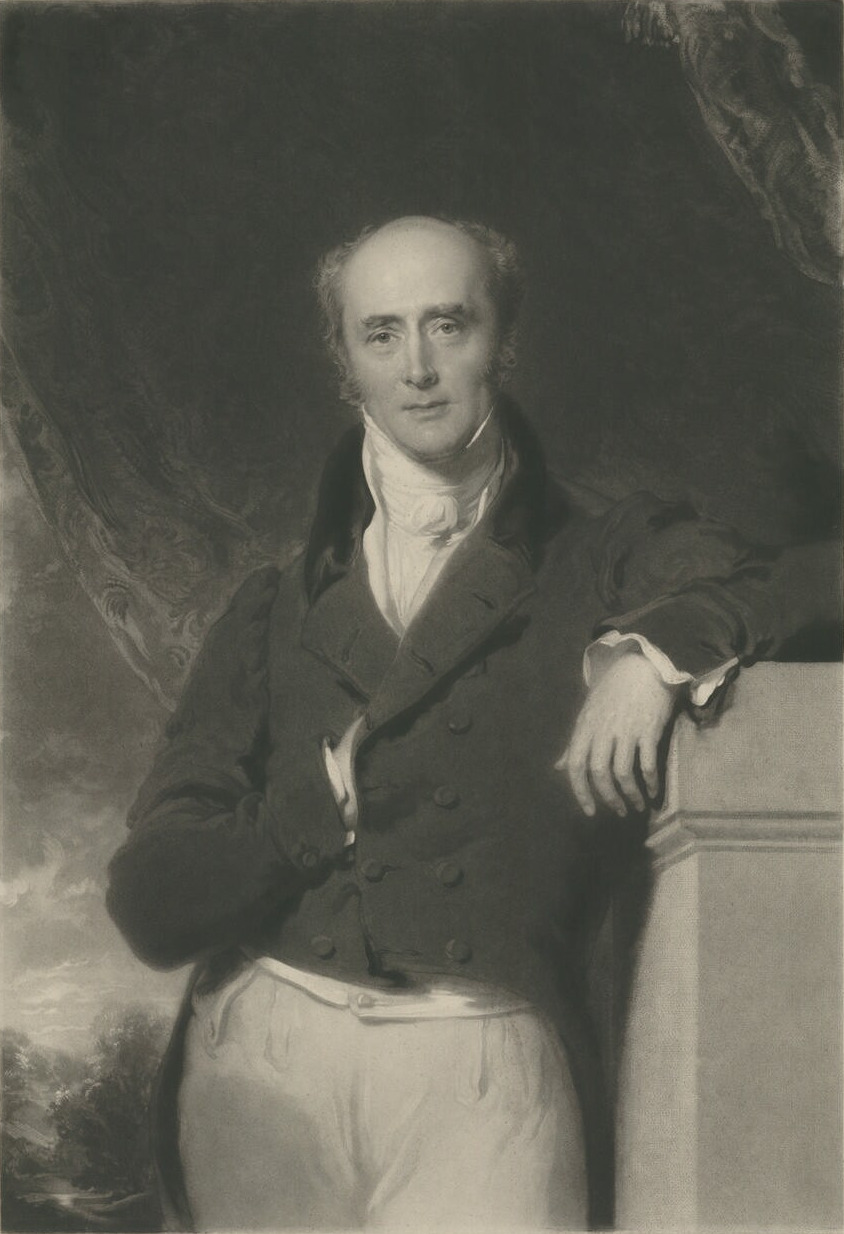
Wicehrabia Howick, pierwszy lord Admiralicji, minister spraw zagranicznych

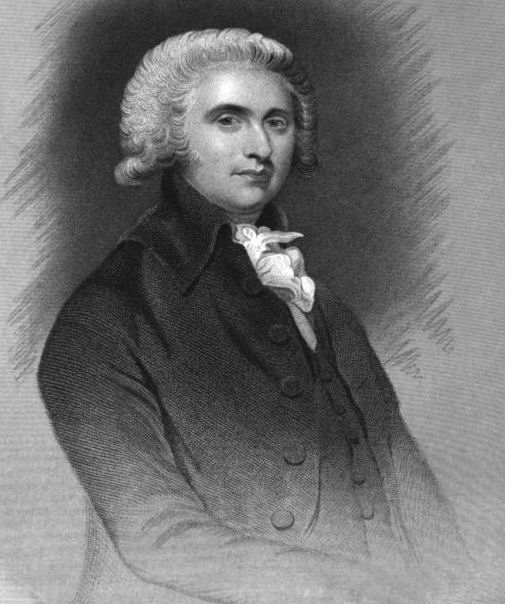
Baron Erskine, lord kanclerz

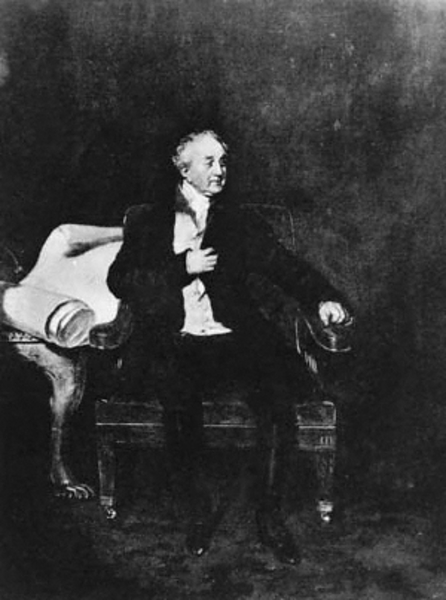
Hrabia FitzWilliam, lord przewodniczący Rady, minister bez teki

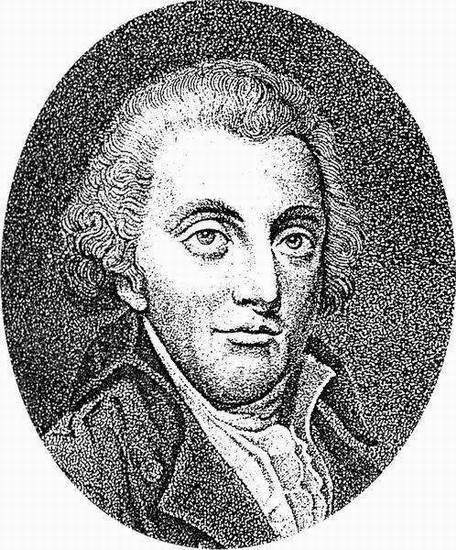
Wicehrabia Sidmouth, lord tajnej pieczęci, lord przewodniczący Rady

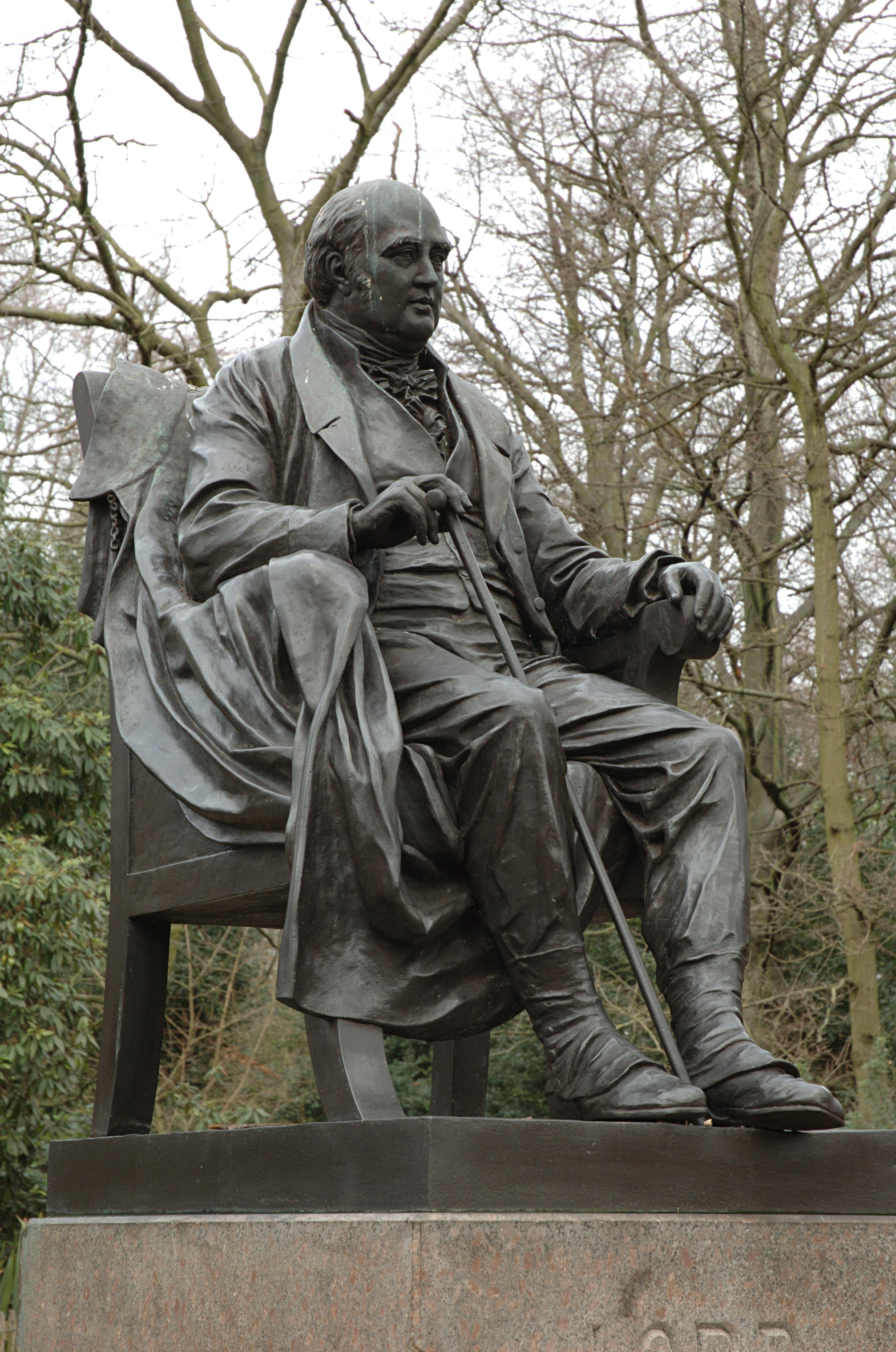
Baron Holland, lord tajnej pieczęci

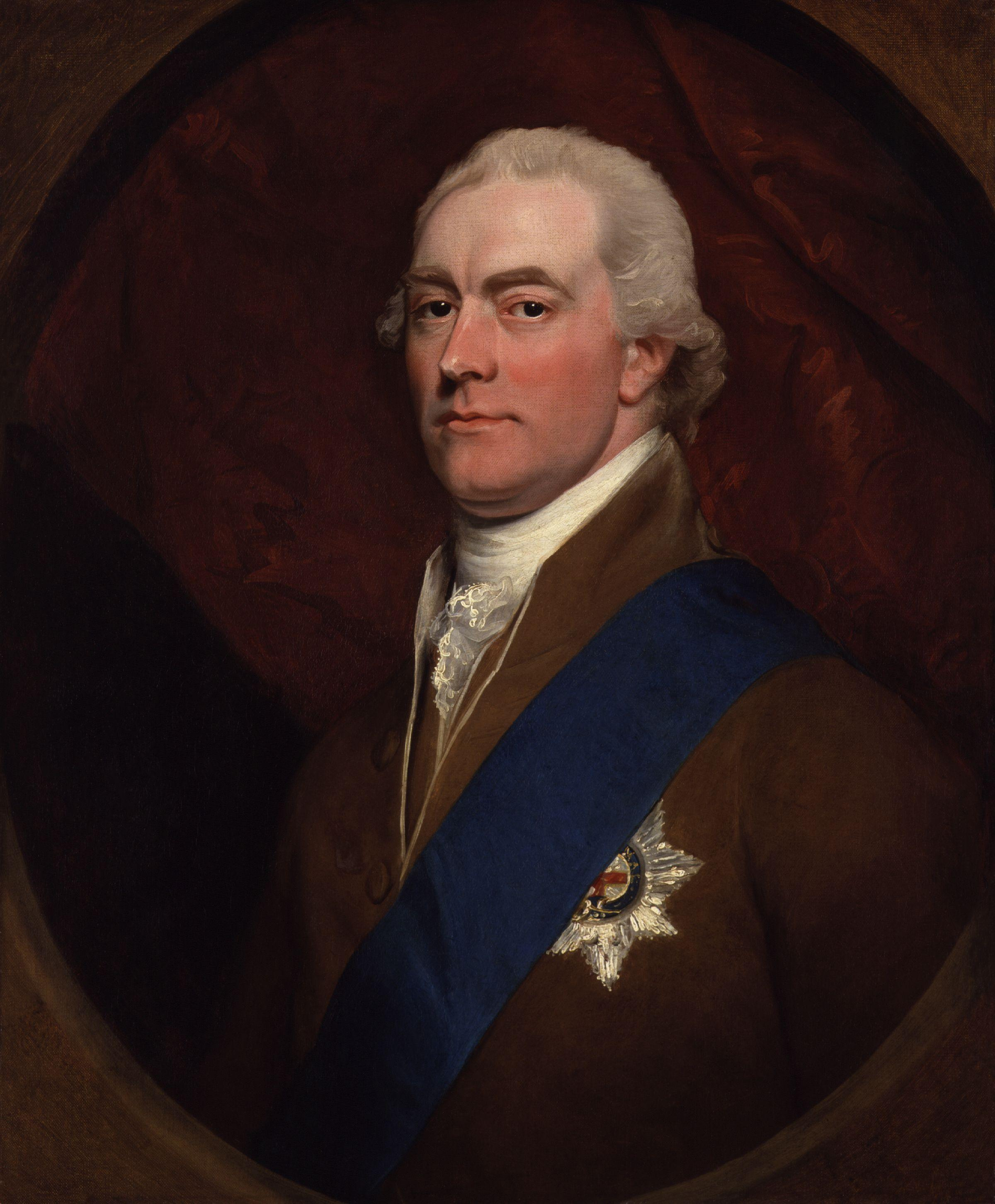
Hrabia Spencer, minister spraw wewnętrznych

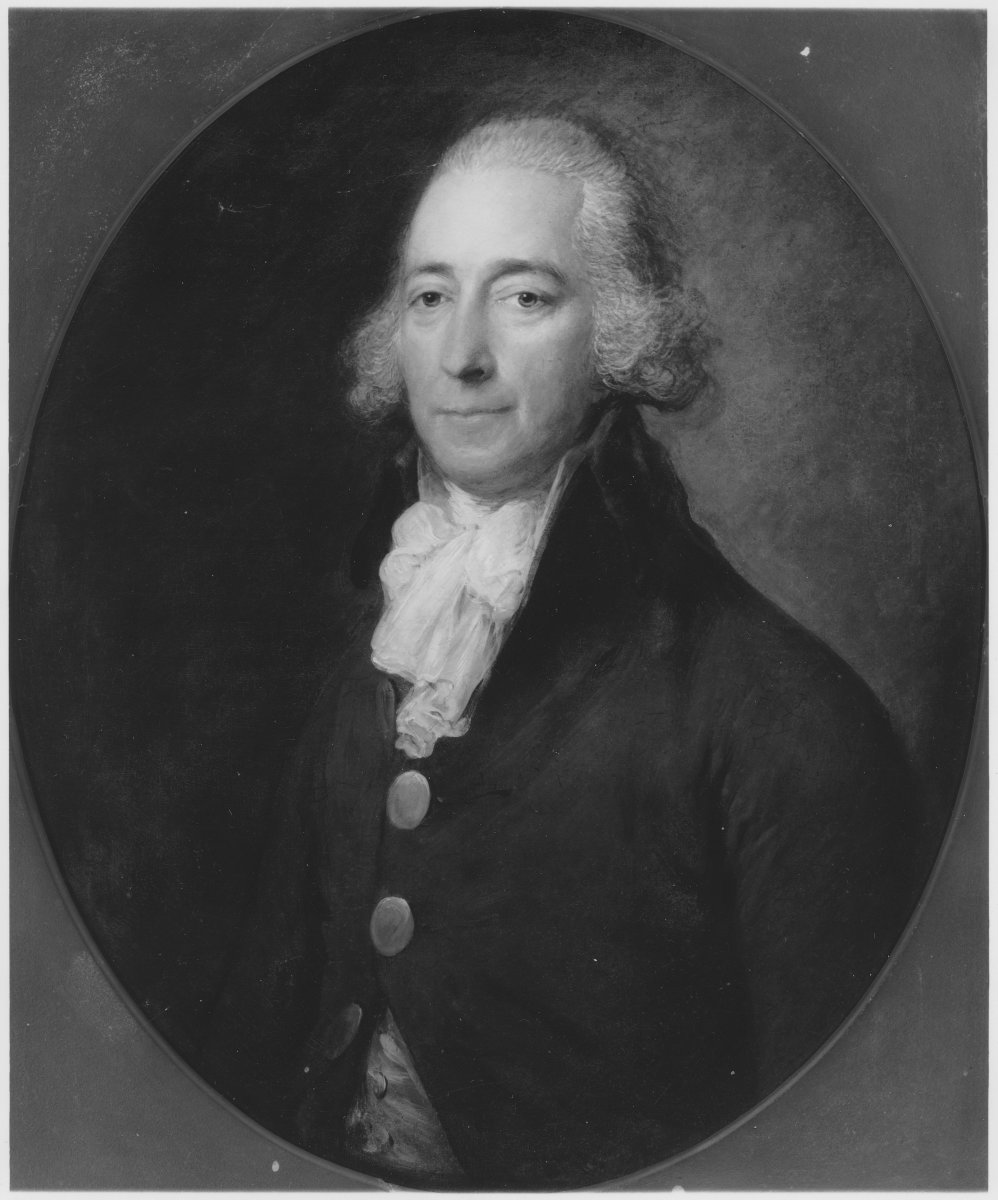
William Windham, minister wojny i kolonii

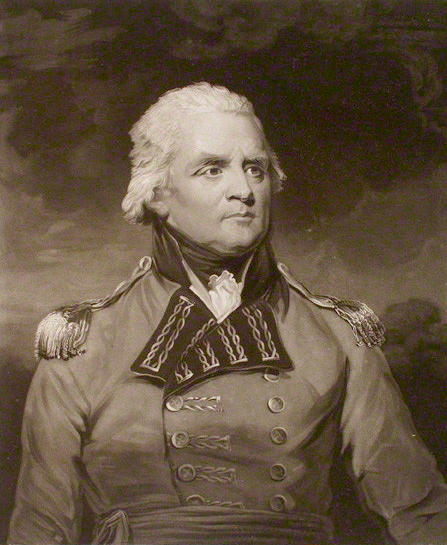
Thomas Grenville, pierwszy lord Admiralicji

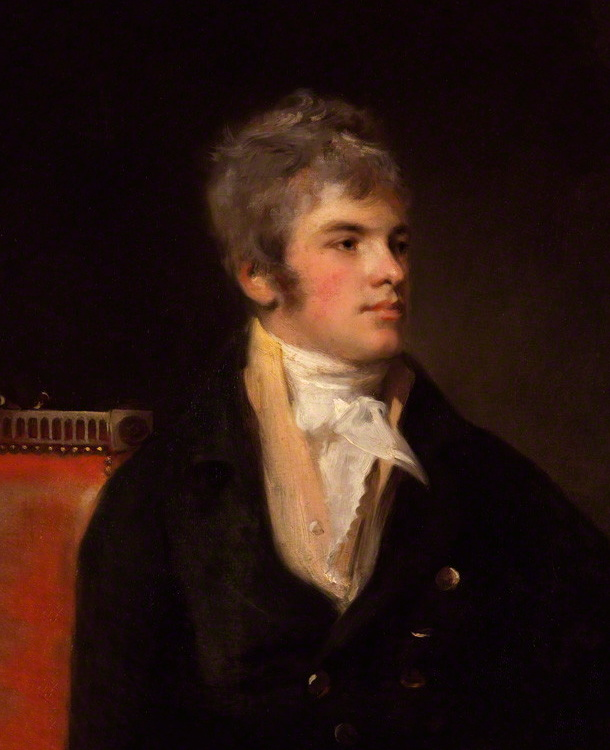
Henry Petty, kanclerz skarbu

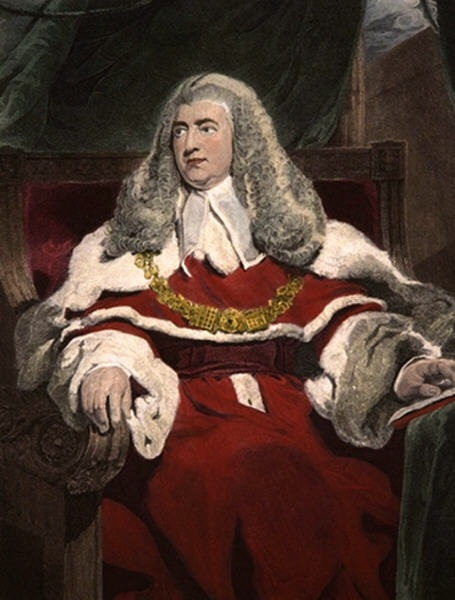
Baron Ellenborough, Najwyższy Sędzia Sądu Ławy Królewskiej

Gabinet Wszystkich Talentów (en. Ministry of All the Talents) pod przewodnictwem Williama Grenville’a, 1. barona Grenville, powstał 11 lutego 1806 po śmierci premiera Williama Pitta Młodszego (zmarł 23 stycznia).
Ponieważ Wielka Brytania toczyła wówczas wojnę z napoleońską Francją, Grenville zapowiedział powołanie gabinetu składającego się z przedstawicieli wszystkich frakcji politycznych. Gabinetu nie poparli tylko stronnicy zmarłego Pitta, pod przewodnictwem George’a Canninga.
Gabinet Grenville’a nie odniósł większych sukcesów, przede wszystkim nie zakończył wojny z Francją. Udało się tylko przeprowadzić ustawę zakazującą handlu niewolnikami w Imperium Brytyjskim. Rząd upadł w marcu 1807  w wyniku sporu o równouprawnienie katolików.

## Członkowie gabinetu
| Urząd                                                 | Imię i nazwisko                                                                    | Kadencja       |
| ----------------------------------------------------- | ---------------------------------------------------------------------------------- | -------------- |
| Pierwszy lord skarbu Przewodniczący Izby Lordów       | William Grenville, 1. baron Grenville                                              | 1806–1807      |
|                                                       |                                                                                    |                |
| Minister spraw zagranicznych Przewodniczący Izby Gmin | Charles James Fox Charles Grey, wicehrabia Howick                                  | 1806 1806–1807 |
| Lord kanclerz                                         | Thomas Erskine, 1. baron Erskine                                                   | 1806–1807      |
| Lord przewodniczący Rady                              | William FitzWilliam, 4. hrabia FitzWilliam Henry Addington, 1. wicehrabia Sidmouth | 1806 1806–1807 |
| Lord tajnej pieczęci                                  | Henry Addington, 1. wicehrabia Sidmouth Henry Vassall-Fox, 3. baron Holland        | 1806 1806–1807 |
| Minister spraw wewnętrznych                           | George Spencer, 2. hrabia Spencer                                                  | 1806–1807      |
| Minister wojny i kolonii                              | William Windham                                                                    | 1806–1807      |
| Pierwszy lord Admiralicji                             | Charles Grey, wicehrabia Howick Thomas Grenville                                   | 1806 1806–1807 |
| Kanclerz skarbu                                       | Henry Petty                                                                        | 1806–1807      |
| Generał artylerii                                     | Francis Rawdon-Hastings, 2. hrabia Moira                                           | 1806–1807      |
| Najwyższy Sędzia Sądu Ławy Królewskiej                | Edward Law, 1. baron Ellenborough                                                  | 1806–1807      |
| Minister bez teki                                     | William FitzWilliam, 4. hrabia FitzWilliam                                         | 1806–1807      |